# Максименко Іван Кирилович
Іва́н Кири́лович Макси́менко (23 лютого 1907, Михайлівка — 31 травня 1976, Київ) — радянський науковець-селекціонер, генетик. Доктор біологічних наук, професор, член Академії наук Туркменської РСР (з 1959 року). Герой Соціалістичної Праці.

## Біографія
Народився 23 лютого 1907 року в селі Михайлівці (тепер Кам'янського району Черкаської області).
Початкову освіту здобув в Україні, потім навчався в Ташкенті, працював у Туркменістані.

Могила Івана Максименка

Останні роки жив і помер в Києві на 70-му році життя 31 травня 1976 року. Похований на Байковому кладовищі (північна частина ділянки № 33, 50°25′3.60″ пн. ш. 30°30′9.60″ сх. д. / 50.4176667° пн. ш. 30.5026667° сх. д.).

## Наукова діяльність
Основні напрями наукових досліджень — селекція та насінництво бавовнику. Розкрив закономірності спадкової зміни бавовняних рослин при віддаленій гібридизації і розробив методи прискорення селекційного процесу. Отримав ряд тонковолокнистих сортів з компактним габітусом куща, що відрізняються високою врожайністю, скоростиглістю і гарними технологічними якостями волокна. Вперше в СРСР вивів сорти бавовнику з природно пофарбованим волокном, який був стратегічною сировиною під час німецько-радянської війни (камуфляж з натуральної бавовни коричневого та зеленого кольорів не розпізнавався з повітря). Автор цінних сортів тонковолокнистого бавовнику.

## Відзнаки
Заслужений діяч наук Туркменської РСР, Заслужений агроном ТССР. Герой Соціалістичної Праці (1965; за високі досягнення в виведенні нових сортів бавовнику). Нагороджений трьома орденами Червоного Прапора.